# Gyenge kölcsönhatás
A gyenge kölcsönhatás a részecskefizika négy alapvető kölcsönhatásának egyike. Ez okozza a radioaktív bomlások közül a béta-bomlást: a szabad neutron bomlását, valamint egyes atomokban a proton illetve neutron bomlását. Az összes leptonra és kvarkra hat. Ez az egyedüli kölcsönhatás, amelyben a neutrínó részt vesz. Közvetítő részecskéi a W- és Z-bozonok. A W+, W− elektromosan töltött bozonok tömege hozzávetőlegesen 80 GeV/c², a Z0 semleges bozon, tömege nagyjából 91 GeV/c².
1968-ban Sheldon Lee Glashownak, Abdus Salamnak és Steven Weinbergnek sikerült egyesíteni az elektromágneses kölcsönhatással elektrogyenge kölcsönhatás néven (fizikai Nobel-díj, 1979).

## Története
Története a radioaktivitás Becquerel általi felfedezésével kezdődött 1896-ban. 1911-ben Lise Meitner és Otto Hahn kísérletei kimutatták, hogy a β-bomlásban keletkező elektronok spektruma folytonos és nem éles, mint mondjuk az α-bomlásé, amit ekkor még nem tudtak megmagyarázni. Wolfgang Pauli feltételezte, hogy egy semleges, közel nulla tömegű részecske, a neutrínó (ő először neutronnak hívta) keletkezik az elektron mellett, s ezért láthatatlanul elviszi az energia kisebb-nagyobb részét. Az első részletes elméletet azután 1934-ben Enrico Fermi szolgáltatta négy-fermion kölcsönhatásával. Ez a perturbációszámítás első rendjében kielégítően jól leírta a gyenge kölcsönhatás hatáskeresztmetszeteit, azután a második rendben eltávolíthatatlan végtelen nagy járulékok léptek fel a kisebb korrekciók helyett. Az elmélet nem bizonyult renormálhatónak. 
A megoldást a kvantumtérelmélet mértékelméletei hozták el a sikeres kvantum-elektrodinamika mintájára, az elektrogyenge kölcsönhatás egyesített elméletével. Ez 1968-ra öltött testet Sheldon Glashow, Steven Weinberg és Abdus Salam munkájának gyümölcseként, amiért 1979-ben fizikai Nobel-díjat kaptak.

## Miért gyenge a gyenge kölcsönhatás?
A töltött részecske keletkezésével járó neutronbomlás például úgy írható le, hogy a neutron kibocsát egy virtuális W-részecskét (W-bozont), miközben protonná alakul, a virtuális W-részecske pedig elbomlik elektronná és antineutrínóvá. Vegyük észre, hogy a W-bozon tömege nagyobb, mint a neutroné, a klasszikus fizika szerint nem is keletkezhetne. A kvantummechanika szerint viszont a tömeg nem egy határozott szám, hanem egy Breit–Wigner-eloszlás (rezonanciatömeg), úgyhogy kis valószínűséggel a keletkező részecske tömege lehet más, mint a nominális (azaz tkp. átlagos) tömege. Ilyenkor azt mondjuk, hogy a részecske nincs tömeghéjon. Az energiamegmaradás és az impulzusmegmaradás azonban mindig teljesül. A tömegeloszlás szélessége (szórása) és a részecske élettartama a határozatlansági relációnak megfelelő viszonyban állnak egymással.
A legvalószínűbb, ha energetikailag lehetséges, a tömeghéjon való keletkezés. Példa erre a LEP gyorsító, ahol az ütköző elektron-pozitron pár energiája a kívánt Z-bozon tömegének kétszeresére volt beállítva. Itt annyira megnőtt a Z-bozon keletkezésének valószínűsége, hogy hozzá képest az alacsonyabb energián sokkal erősebb elektromágneses kölcsönhatást is el lehetett hanyagolni.